# Aeropuerto de Fayzabad
El aeropuerto de Fayzabad (IATA: FBD, OACI: OAFZ) se encuentra a 5,5 km al noroeste de la ciudad de Fayzabad, Afganistán. Se trata de un aeropuerto de pequeñas dimensiones, situado en un estrecho valle y con una ligera inclinación hacia el río.

## Aerolíneas y destinos
- Pamir Airways tiene un vuelo semanal entre Kabul y Fayzabad.